# Ohan
Ohan (凹版, Ōhan) é um kata do caratê, que é oriundo do estilo Ryuei-ryu, da linhagem do Naha-te. Foi incorporado ao estilo Shito-ryu, na linhagem Hayashi-ha pelo mestre Teruo Hayashi. Como característica básica estão os golpes e posturas que fazem memento dos movimentos de uma garça, este aspecto revela ainda sua relação com os estilos meridionais de chuan fa de China (Pak Hok).